# Utica (Missouri)
Utica – wieś w Stanach Zjednoczonych, w stanie Missouri, w hrabstwie Livingston.